# Wat Phra That Chom Kitti
De Wat Phra That Chom Kitti is een boeddhistische tempel op een heuvel net buiten de stadsmuren van Chiang Saen. De tempel is vermoedelijk in de 10e eeuw gebouwd en is minstens twee keer gerestaureerd. De Wat Phra That Chom Kitti heeft een vergulde spits en staat door zijn oudheid scheef.